# Khamis
Pour les articles homonymes, voir Khamis (homonymie).
Khamis (en arabe : خميس) est un prénom masculin arabe. Il signifie le cinquième comme le prénom Quentin en français.